# Чемпионат мира по шоссейным велогонкам 1958
31-й чемпионат мира по шоссейному велоспорту проходил в французском городе Реймс с 30 по 31 августа 1958 года. Он стал четвёртым на территории Франции и вторым в Реймсе.
В рамках чемпионата были проведены шоссейные групповые гонки среди мужчин у любителей и профессионалов и впервые среди женщин.

## Призёры
| Велогонка                      | Золото                   | Серебро                    | Бронза                   |
| ------------------------------ | ------------------------ | -------------------------- | ------------------------ |
| Мужчины                        |                          |                            |                          |
| Групповая гонка. Профессионалы | Эрколе Бальдини · Италия | Луисон Бобе · Франция      | Андре Дарригад · Франция |
| Групповая гонка. Любители      | Густав-Адольф Шур · ГДР  | Валере Паулиссен · Бельгия | Анри Девольф · Бельгия   |
| Женщины                        |                          |                            |                          |
| Групповая гонка                | Эльзи Якобс · Люксембург | Тамара Новикова · СССР     | Мария Лукшина · СССР     |

## Медальный зачёт
*   Принимающая страна (Франция)
| Место          | Страна         | Золото | Серебро | Бронза | Всего |
| -------------- | -------------- | ------ | ------- | ------ | ----- |
| 1              | ГДР            | 1      | 0       | 0      | 1     |
| 1              | Италия         | 1      | 0       | 0      | 1     |
| 1              | Люксембург     | 1      | 0       | 0      | 1     |
| 4              | Бельгия        | 0      | 1       | 1      | 2     |
| 4              | СССР           | 0      | 1       | 1      | 2     |
| 4              | Франция*       | 0      | 1       | 1      | 2     |
| Всего стран: 6 | Всего стран: 6 | 3      | 3       | 3      | 9     |

## Галерея

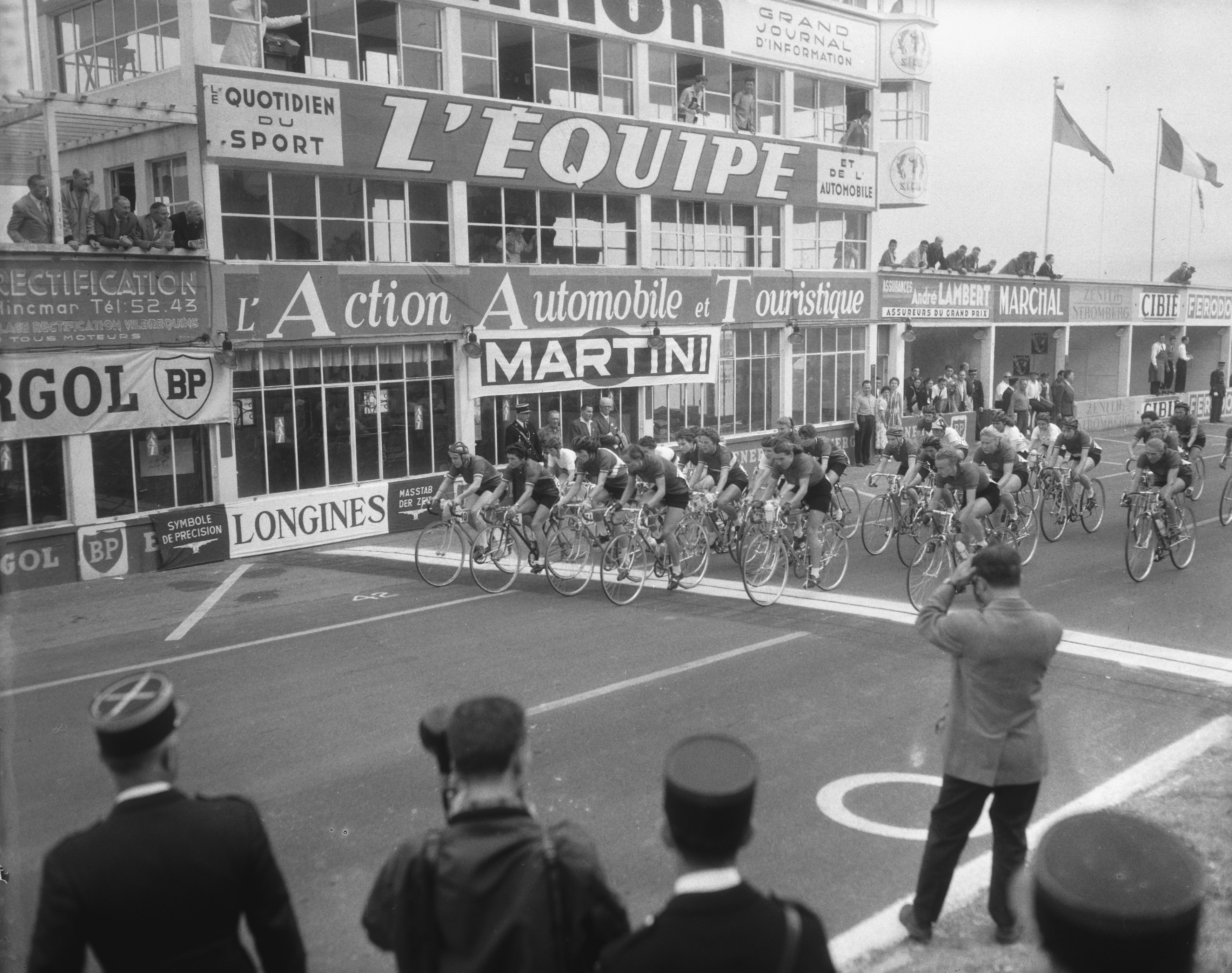
Старт гонки среди женщин
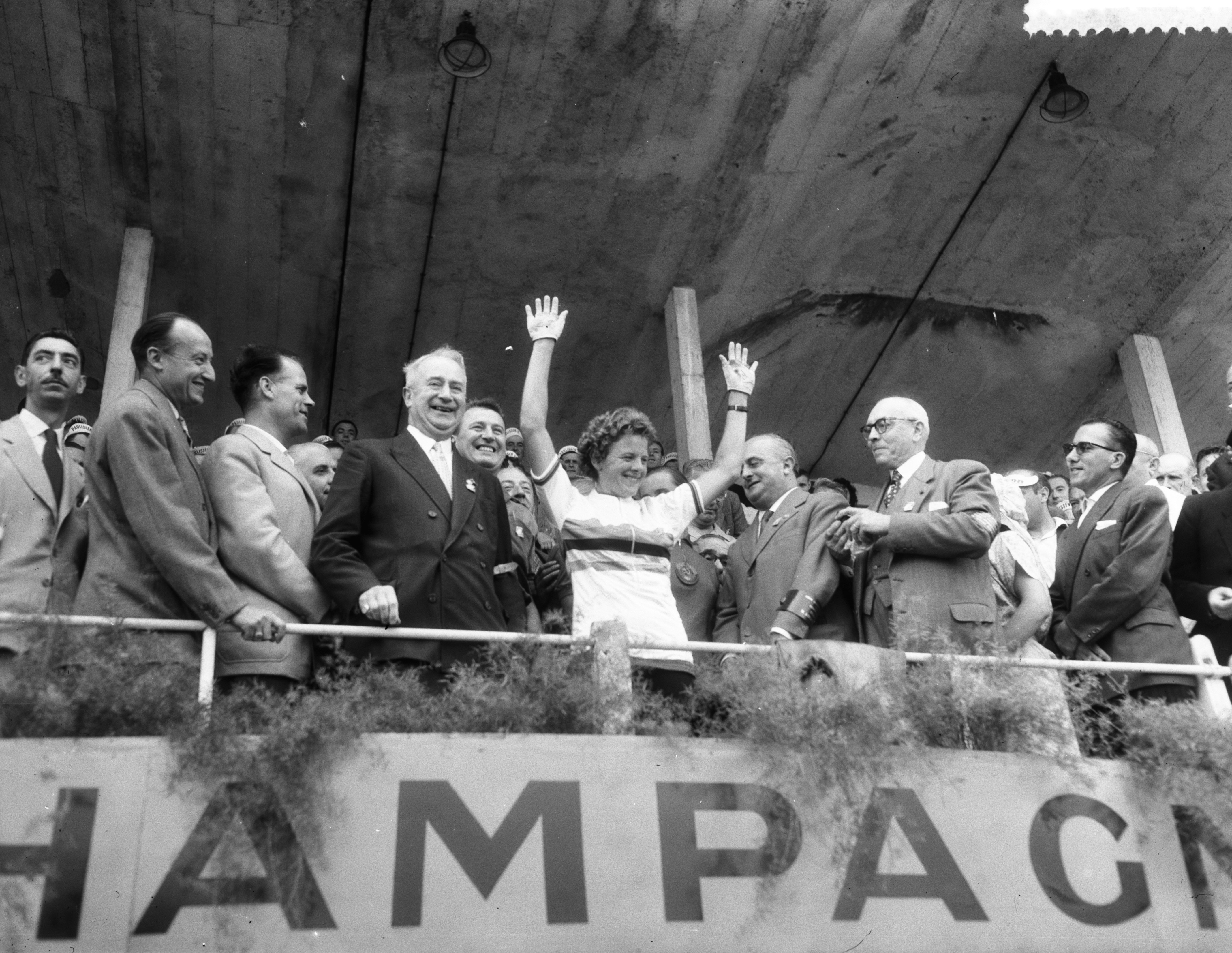
Эльзи Якобс в чемпионской майке